# Ražba
Ražba je tvar povrchu materiálu (reliéf) vytvořený ražením, což je technologie formování materiálu úderem nebo tlakem prováděná pomocí raznic nebo razidel. Může být prováděna zastudena, tedy při běžné teplotě či zahorka, kdy je ražený materiál předehříván pro zvýšení jeho plasticity. Ohřívána ale může být i raznice – tento postup se užívá při ražení do termoplastických materiálů.

## Ražba v mincovnictví a medailérství
První mince vznikaly již přibližně 650 let před naším letopočtem. Stejně stará jako historie mincí je historie technik (později technologií), kterými se mince produkují.
Na výroby mincí byly potřeba jak drahé kovy (zlato, stříbro), tak kovy pomocné (měď, olovo), které zvyšovaly odolnost mincí. Nejčastěji se kovy dostaly do mincovny již zbaveny příměsí a přetaveny nebo v podobě rozlámaných šperků či neplatných mincí. Nejprve bylo nutné kovy zpracovat do podoby tzv. střížků (malých kovových kotoučů). Jak byly střížky připraveny, přišla na řadu ražba.
Při výrobě střížků se nejdříve mísily kovy, aby se docílilo ideální mincovní slitiny. Ta se pak odlévala do prutů, které měly kruhový průřez. Mincíři z prutu vyklepali plát do šíře, která odpovídala průměru budoucí mince (finální střížek). Střížky se ručně zastřihávaly do požadovaného tvaru.
Jakmile byl střížek připravený, přišla na řadu samotná ražba. Obecně je ražba proces, kdy dochází k pozitivnímu otisku negativního obrazu. Pro tento proces je potřeba svrchní a spodní razidlo, kladivo a střížek. Zahřátý střížek se umístil mezi razidla a mincéř vedl přesný úder kladivem, aby střížek získal podobu ražené mince.

### Ražba ve středověku
Mince se touto technologií razily několik staletí. Středověk však přinesl nástroje, které mincířům práci usnadnily. Prvním takovým nástrojem byl průbojník v 15. století. Ten usnadňoval výrobu střížků, protože jím vyseknuté pláty už se nemusely zastřihávat. Průbojník se dočkal strojové úpravy koncem 15. století. Šlo vlastně o ruční lis, kde se tlakem na kliku uvádělo pomocí zubového či šroubového převodu v pohyb svislé rameno stroje, zakončené kruhovým nožem. Pohon, stejně jako u většiny následujících zařízení, byl zpočátku ruční, následovalo využití zvířecí síly, vodní energie a pak přišly na řadu parní a elektrické stroje.
Na začátku 16. století vstoupil do historie mincovnictví další milník. Jednalo se o vynález válcovacího stroje. Ten nahradil vyklepávání plátu kladivem. V tomto případě bylo využíváno tlaku proti sobě se otáčejících válců. Pláty tak byly rovnoměrně silné po celé ploše.
Začátkem 16. století bylo vynalezeno také částečně mechanizované razidlo. Jeho princip spočíval v tom, že svrchní razidlo, upevněné v malém beranu zdvíhal razič pomocí mechanického zařízení, které uváděl v pohyb nohou našlapováním na třmen. Po uvolnění třmenu padal beran se svrchním razidlem na razidlo spodní, na kterém spočíval připravený střížek a tím vyrazil minci.
V roce 1565 v Zürichu Johann Vogler vynalezl válcový razící stroj. Jeho podstatou bylo vylepšení válcovacího stroje vyrytím mincovního obrazu do válců. Horní a spodní razidlo byly tedy v negativu vyryty na dvou samostatných válcích, které otáčením se proti sobě vytlačovaly svůj obraz pozitivně na plát mezi nimi procházející. Tlak působící na válce však způsobil, že se lámaly, musely se měnit a tím rostly výrobní náklady. Kolem roku 1630 se negativy začaly rýt do kusů ocele, které se připevňoval na válce. Vznikl taškový válcovací stroj a výroba mincí byla hospodárnější. 
Na začátku druhé poloviny 16. století začala Pařížská mincovna využívat vřetenový lis, který vynalezl Max Schwab z Augšpurku. Vřetenový lis pracoval na principu pohybového šroubu. Základní těleso tvořila matice na dvou masívních pilířích, kterou procházel šroub, jehož spodní konec tlačil na hranol, pohyblivě s ním spojený. Na hranolu bylo upevněno jedno z razidel, zatímco druhé stálo na pracovní desce lisu. Hranol konal jen posuvný pohyb, čímž byla zajištěna přesná vzájemná poloha líc a rubu mince. Svrchní část šroubu zakončoval čtyřhran, na kterém bylo nasazeno velké setrvačníkové rameno. Lis dosahoval velkých rozměrů a obsluhovat jej muselo pět dělníků. Jeho nevýhodou bylo, že nebylo možné regulovat sílu úderu. Automatický lis, který uměl určit sílu úderu byl vynalezený až roku 1817.

### 18. a 19. století
Polovina 18. století je také spojena s prvními opatřeními proti padělání mincí. Tato opatření fungují na stejném principu i v 21. století ve všech světových mincovnách. Tím opatřením je zhotovení ornamentu či vlysu do hrany mince. Vlis se prováděl pomocí rolky či rolovačky.
V 19. století byly do výroby zavedeny pákové lisy. Jejich automatizace přispěla k urychlení ražby. Mince vlastně již nebyly v pravém slova smyslu ražené, nýbrž lisované, vzniklé klidným tlakem. Tlak razidel na střížek se dal podle potřeby redukovat. Konstrukce razicích lisů byla masívní. Vedení, po nichž se pohybovaly činné části lisu, byla umístěna co nejblíže raznic, což mělo zajistit jejich dlouhou životnost a výraznou přesnost ražby. Rychlost ražby byla 220 pracovních zdvihů za minutu a při nepatrném technickém vylepšení, které umožňovalo ražbu dvou mincí najednou, vyrazil pak takový stroj i 440 mincí za minutu. Zařízení bylo opatřeno tlakovou kompenzací, která zaručovala dobrou kvalitu obou ražených kusů. Dalším zařízením tvořícím příslušenství razicích lisů byly válce, které umožňovaly současnou ražbu do hrany mince. Řadu strojů používaných při mincovní výrobě doplňovalo i počítací zařízení. Při použití několika razicích lisů býval denní výkon mincovny kolem 500 000 kusů. Takto vylepšené razící lisy se staly předchůdcem dnešních moderních automatizovaných strojů.

### 21. století a leštěné razidlo
V 21. století se k ražbě mincí používají nejmodernější technologie, a tak existují i mince s 3D efektem. Emise zpracované v nejvyšší mincovní kvalitě jsou ražené speciálním leštěným razidlem, v tzv. proof kvalitě, někdy též označované zkratkou PP. Jedná se o ražbu na vysoce leštěné střížky z razidel, jejichž reliéf je matován. Mince mají zrcadlový lesk, díky kterému je možné zpracovat i drobné detaily.
K zajištění reliéfních partií, plastiky a mincovní plochy je nezbytná ruční rytecká práce, jejíž konečné úpravy se provádějí pod mikroskopem. Vytvoření razidel trvá desítky hodin. Přechod mezi zrcadlem leštěné mincovní plochy a reliéfem musí být ostrý a přesně vymezen. Mincovní plochu razidla je nutno následně rozleštit do zrcadlového lesku. Leštiči pomocí speciálních nástrojů, dřívek a kůží nanáší na ocelové razidlo speciální lešticí pastu s obsahem diamantů různé hrubosti. Tu roztírají a celou mincovní plochu musí po vyleštění stejně opatrně očistit od zbytků leštidla. Poté celý proces znovu opakují s leštidlem obsahujícím diamanty nižší hrubosti. V poslední fázi se již leští diamanty s průměrem jednoho mikronu.
Razidlo udeří na každý střížek hned dvakrát a vyšší silou než je obvyklé. Pak jsou jednotlivé exempláře odebírány od razícího stroje ručně.

### Ražba v knihařství a grafice
1. Slepé ražení - Slepotisk - za horka, vytlačování reliéfu tlakem, bez použití barvy
2. Ražení barvou - za studena, barva se přenáší tlakem bez působení tepla

### Ražba ve stavebnictví
Ražba je také metoda budování tunelů a jiných podzemních staveb. Ražené stavby se provádějí bez narušení zemského povrchu, na rozdíl od hloubených staveb.